# Rendimento líquido
Rendimento líquido é o conjunto de ganhos obtidos numa operação financeira após o desconto da segurança social e outros impostos.